# Bestia di Bladenboro
Il nome Bestia di Bladenboro si riferisce a una creatura responsabile di una serie di morti di animali avvenute a Bladenboro, in Carolina del Nord nell'inverno del 1953-1954. Secondo testimoni oculari, si tratterebbe probabilmente di un gatto selvatico, ma la sua "identità" non è mai stata confermata. Secondo i vari report, l'animale era solito decapitare le proprie vittime, che erano per la maggior parte cani.

## Morti
Le prime morti di animali riconducibili alla Bestia di Bladenboro furono riportate da dei testimoni oculari il 29 dicembre del 1953. I testimoni descrissero una creatura "slanciata, nera, lunga circa 1,5 m", che uccise un cane a Clarkton, a circa 13 km da Bladenboro.
Il 31 dicembre del 1953, due cani appartenenti a un residente a Bladenboro vennero trovati morti con una grande quantità di sangue vicino alle proprie cucce. Il loro padrone disse che i due cani vennero "fatti a pezzi e schiacciati".
Il giorno seguente, il 1º gennaio 1954, altri due cani vennero trovati morti in una fattoria a Bladenboro, e nella notte del 2 gennaio un contadino affermò che uno dei suoi cani fosse stato ucciso.
Altri due cani vennero trovati morti il 3 gennaio. Un'autopsia fu effettuata su uno di loro, e fu riportato che "non c'erano più di due o tre gocce di sangue dentro di lui [...] Il labbro inferiore della vittima era stato aperto e la sua mandibola fracassata".
Ulteriori morti vennero riportate nei giorni successivi: il 5 gennaio, un coniglio domestico fu trovato "decapitato in modo pulito e ancora caldo", e il 7 gennaio un cane morto fu trovato vicino a un pascolo vicino alla palude di Bladenboro. Anche una capra fu trovata morta, con la testa schiacciata.

## Incontri e descrizioni
Un abitante del posto descrisse l'animale come "lungo circa 1,4 m, con pelo folto e simile a un orso o una pantera", mentre un'altra persona l'ha descritto come "piccolo" e ha notato che ce n'era "uno più piccolo proprio uguale ad esso [...] che correva al suo fianco". Un altro abitante del posto ha descritto di aver sentito "uno strano rumore [...] come il pianto di un bambino". Pur non avendo visto l'animale, ha stimato che fosse "vicino a 68 kg, per il modo in cui è passato tra i cespugli".
Un gruppo di cacciatori di Wilmington ha passato una notte seguendo la creatura per 5 km intorno a dei territori paludosi. Secondo loro, le tracce lasciate da essa mostrano artigli lunghi almeno 2,5 cm e avrebbero portato all'identikit di un animale dal peso di 35–40 kg. I movimenti circolari della bestia avrebbero suggerito la possibile presenza di un figlio o di un partner nelle vicinanze, secondo i cacciatori.
Il 5 gennaio, la bestia è stata vista mentre attaccava un cane, che è riuscito a correre via ma non è stato più ritrovato. Sono state viste tracce lungo una sponda del torrente vicino a uno dei luoghi dell'attacco; c'erano due tipi di impronte, una di zampe grandi, e una di zampe più piccole. Più tardi lo stesso giorno, di sera presto, un'altra residente della zona ha descritto un "grande leone di montagna" vicino ad alcuni cani tre case più avanti. La creatura avrebbe corso verso di lei, ma sarebbe fuggita dopo un urlo della donna. Fuori da casa sua, le tracce lasciate sulla strada non asfaltata erano "più grandi di un dollaro d'argento" secondo il capo della polizia.
Un giovane chiamato Dalton Norton ha riportato l'avvistamento di ciò che ha definito un "grande felino" il 6 gennaio, che "fece un rumore simile al pianto di un bambino" sul suo portico prima di andarsene.
L'11 gennaio, due automobili si sono fermate per la presenza sulla strada di un animale la cui lunghezza riportata era di 1,2 m. Uno degli uomini nelle auto ha dichiarato che l'animale avesse "orecchie di misura inferiore al normale e fosse "brunastro e tigrato".

## La caccia alla bestia
Nella notte del 3 gennaio, il capo della polizia Roy Fores ha cercato la creatura insieme ai suoi cani, ma pare che non volessero seguire il sentiero.
"Una mezza dozzina di giovani coraggiosi" e i loro cani hanno passato il 4 gennaio a cercare la creatura, mentre la stessa notte Fores e una squadra composta dagli otto ai dieci agenti hanno condotto la propria caccia alla bestia. Anche i cacciatori arrivati a Bladenboro da Wilmington cercarono la creatura quella sera, tracciandola per 5 km intorno alla palude.
Il 6 gennaio, più di 800 persone andarono a caccia della bestia nelle paludi. Fores pianificò di legare dei cani come esche per la creatura, ma ciò non venne messo in atto. La caccia stessa venne interrotta dagli ufficiali di polizia a causa di problematiche legate alla sicurezza.
Il 7 gennaio, un numero di altre persone tra le 800 e le 1000 si riunirono per cacciare la bestia.
La sera dell'8, gli unici cacciatori furono 4 membri della confraternita dell'Università della Carolina del Nord a Chapel Hill. Il sindaco Woodrow Fussell dichiarò ufficialmente chiusa la caccia a meno che non si fosse verificata un'ulteriore uccisione o chiaro avvistamento. I gruppi di caccia armati divennero troppo grandi per essere gestiti in sicurezza, e Roy Fores ricevette un telegramma da una società umanitaria ad Asheville che contestava il suo piano (effettivamente non messo in atto) di legare cani e utilizzarli come esca per la bestia.
Il 13 gennaio, Luther Davis, un contadino della zona, trovò una lince rossa mentre cercava di liberarsi da una trappola d'acciaio nella palude, a 6,5 km dalla città, e gli sparò in testa. Fassell disse alla stampa che la Bestia di Bladenboro era stata trovata e uccisa. Nonostante ciò, ci si chiese se un felino così piccolo avesse potuto uccidere e lacerare dei cani. Nello stesso giorno Bruce Soles, un cittadino di Tabor City stava lasciando Bladenboro, quando investì un felino con il suo veicolo. Secondo le testimonianze, era "maculato come un leopardo", lungo 50–60 cm, con un peso di 35–40 kg. Soles portò l'animale a casa, a Tabor City. Anche un terzo uomo, un "cacciatore professionista e guida" chiamato Berry Lewis, è accreditato da alcuni giornali per l'uccisione della bestia. Ci furono testimonianze contrastanti sulla natura della foto utilizzata dalla stampa, dato che non è chiaro se si tratti dell'animale ucciso da Davis o da Lewis, dato che pare che quest'ultimo si trovasse a caccia in un'altra parte della Contea di Bladen quando sparò e uccise la lince rossa.

## Ipotesi
Molte testimonianze descrivono la Bestia di Bladenboro come un felino, ma quasi nessuno è d'accordo sulla specie.
L'animale è stato descritto come "somigliante a un orso o una pantera". S.W. Garrett, cacciatore di Wilmington, affermò di non aver mai sentito la creatura urlare o emettere versi mentre veniva cacciata e ha ricollegato il suo comportamento alla possibile specie dell'animale, ovvero la pantera. Harry Davis, curatore del Raleigh State Museum, ha affermato che una pantera "non si trova mai in questo paese" ed era dell'opinione che avrebbe potuto effettivamente essere un coyote.
Un residente locale ha affermato che la bestia aveva orme simili a quelle di un cane, ma ha anche detto "Non ho mai visto un cane così grande". È stato anche riferito che Fores credeva che la bestia fosse un lupo. Ha detto anche che "i vecchi dicono di ricordare di aver visto i lupi nell'area della baia-palude e di parlarne ogni tanto".
C. E. Kinlaw ha descritto la creatura come "un grande leone di montagna" (termine utilizzato nella zone per indicare un puma). Sam Culberth, il guardiacaccia di Elizabeth City, ha detto che le tracce su cui ha indagato portavano all'identikit di un "catamount" (un altro nome per indicare un puma).
Altre persone hanno descritto l'animale come un ghiottone, mentre altri hanno ipotizzato che la creatura potesse essere un "cane poliziotto selvatico".
A. R. Stanton, un uomo di Lumberton, pensava che la bestia di Bladenboro fosse un incrocio di pastore tedesco e cane da caccia chiamato Big Boy che aveva dato a un ragazzo nativo americano che viveva ai margini della grande palude. Big Boy era scuro e aveva una "coda lunga e folta". Stanton ha affermato che Big Boy era in grado di saltare oltre una recinzione di 2 m e di tanto in tanto uccideva polli. Il veterinario di Lumberton N. G. Baird ha affermato che era "molto probabile" che Big Boy fosse responsabile degli attacchi. Baird ha anche detto che era possibile che Big Boy (o un altro cane) avrebbe potuto uccidere gli altri cani e leccare il sangue, invece di succhiarlo.

## Eredità
La letteratura sugli eventi dell'inverno 1953-1954 tende allo scetticismo, in particolare a causa della pubblicità per la città ottenuta attraverso i clamorosi servizi di cronaca.
Il sindaco Woodrow Fussell, che gestiva il teatro cittadino, si è recato a Charlotte il 6 gennaio per prenotare il film La montagna rossa per un giorno. Fussell ha detto a un intervistatore che credeva che la creatura fosse una bufala, anche se era stato lui a chiamare i giornali di Wilmington per gli articoli sui cani morti. Ha trovato strano il modo in cui sono morti e ha detto che "un po' di pubblicità non fa mai male a una città".
La mattina del 15 dicembre 1954, in una fattoria vicino al Robeson Memorial Hospital, "cinque maiali di taglia media e tre polli" furono trovati morti, con "teschi schiacciati [...] Tre dei maiali avevano le gambe staccate dai loro corpi. Stranamente, nessuna traccia di sangue era evidente, indicando che l'assassino utilizzava gli stessi tratti succhiasangue della bestia Bladenboro". Il giorno successivo, un cane randagio fu ucciso, e il guardiano dei cani della contea disse che potesse essere stato "molto probabilmente" il killer del giorno prima, anche se le impronte trovate nella fattoria non sono state paragonate a quelle del cane morto, e non è stato spiegato come il cane possa aver raggiunto i polli, che secondo quanto riferito stavano appollaiati su un albero.
Boost The 'Boro, una compagnia che organizza eventi per Bladenboro, tiene una Beast Fest annuale in cui la Bestia di Bladenboro (o B.O.B.) funge da mascotte. Boost The 'Boro fa uso della storia sensazionale della bestia per generare entusiasmo per l'evento della comunità.